# Bicas
Bicas é um município brasileiro do estado de Minas Gerais. Sua população é de 13 978 habitantes segundo o Censo do realizado em 2022.

## Geografia
O município localiza-se na Mesorregião da Zona da Mata e dista por rodovia 290 km da capital Belo Horizonte.
No passado, o município de Bicas se situava às margens de uma importante e histórica ferrovia local, a Linha de Caratinga da Estrada de Ferro Leopoldina, que o ligava às cidades de Caratinga e Três Rios, sendo responsável pelo escoamento agrícola das fazendas locais, pelo transporte de passageiros e pela renda da população, sendo que por anos, acompanhou sua transição de distrito para município. 
Os trens de passageiros na cidade foram desativados na primeira metade dos anos 70, enquanto que os trens cargueiros cessaram suas atividades no início dos anos 80. Com a desativação de grande parte da ferrovia, os trilhos foram retirados da cidade no ano de 1983. 

## Rodovias
- BR-267
- MG-126

## Relevo, clima, hidrografia
A altitude da sede é de 600 m, possuindo como ponto culminante a altitude de 899 m. A temperatura média anual em torno de 19°C, com variações entre 15°C (média das mínimas) e 23°C (média das máximas)(ALMG).
O município faz parte da bacia do rio Paraíba do Sul, sendo banhado pelo rio Cágado, afluente do rio Paraibuna.

Bicas, s.d. Arquivo Nacional

## Demografia
Dados do Censo - 2022
População Total: 13.978 

Mortalidade infantil até 1 ano (por mil): 22,9
Expectativa de vida (anos): 72,0
Taxa de fecundidade (filhos por mulher): 2,2
Taxa de Alfabetização: 91,4%
Índice de Desenvolvimento Humano (IDH-M): 0,799
- IDH-M Renda: 0,744
- IDH-M Longevidade: 0,784
- IDH-M Educação: 0,873

(Fonte: PNUD/2000)

## Símbolos
São símbolos da cidade a bandeira e o seu brasão. A bandeira de Bicas foi desenvolvida a partir do brasão, só acrescentando três faixas por trás deste. É descrita da seguinte forma: A faixa azul significa o céu primaveril e a harmonia de seus habitantes, a faixa amarela significa a glória, grandeza e esplendor, riqueza e soberania, fatores fundamentais de sua origem e a faixa vermelha traduz a coragem e intrepidez (significa a luta pelo crescimento do Município).

## Turismo
Como um de seus pontos turísticos, existe o Santuário Ecológico da Água Santa, onde, segundo tradição, pessoas que no local entravam em contato com suas águas eram curadas de suas moléstias.
Um edifício histórico da cidade é a Antiga Estação Ferroviária, inaugurada em 1879 e desativada nos anos 1980. Após a erradicação da ferrovia na cidade, converteu-se na atual rodoviária do município e se encontra tombada pelo IPHAN.

## Pessoas ilustres
- Danilo Luiz da Silva
- Eliana Pedrosa
- Marcelo Barreto
- Custódio Mattos